# Kiosque au Mourillon
 (août 2025).
Kiosque au Mourillon est une peinture à l'huile sur toile réalisée en 1925 par le peintre suisse naturalisé français Félix Vallotton. 

## Description
La scène représente un mur d'enceinte de propriété provençale vue depuis un chemin de terre extérieur s'incurvant depuis le bas à droite disparaissant dans le terrain herbeux du milieu de la composition à gauche. 
Le sommet d'un kiosque, couvert d'un dôme gris métallique surmonté d'une flèche en forme de flamme, dépasse de ce mur à la hauteur d'une porte rouge en ferronnerie, noyé dans les arbres de la propriété. Une autre ouverture portière tache de noir le mur couleur sable exposé au soleil venant de la gauche.
Un peu de mer apparaît dans le milieu à gauche confirmant l'emplacement du lieu figurant dans le titre, Le Mourillon, sur les hauteurs de Toulon.
L'œuvre signée F. VALLOTTON en bas à  droite, est conservée dans une collection privée après une vente par Sotheby's.

## Analyse
L’œuvre est typique de la fin de production du peintre concentré sur un paysage sans personnages  (depuis 1917) et réalisée l'année de sa mort, 1925.